# مایور (شاباتس)
مایور (به صربی: Majur) یک منطقهٔ مسکونی در صربستان است که در شاباتس واقع شده‌است. مایور ۲۰٫۲۷ کیلومتر مربع مساحت و ۷٬۰۳۱ نفر جمعیت دارد و ۶۵ متر بالاتر از سطح دریا واقع شده‌است.